# Maurizio Ponzi
Maurizio Ponzi (* 8. Mai 1939 in Rom) ist ein italienischer Filmregisseur und Drehbuchautor.

## Leben
Ponzi arbeitete von 1963 an bis zum Ende des Jahrzehntes für „Filmcritica“, „Cinema 60“, „Cahiers du Cinéma“, „Avant-Scène“ und „Cinema e Film“ über Kinowerke. In den Jahren 1966 und 1967 drehte er drei Dokumentationen über wichtige italienische Regisseure (Pier Paolo Pasolini, Roberto Rossellini und Luchino Visconti) und debütierte als Spielfilmleiter mit dem für das Fernsehen produzierten, experimentellen Stefano jr im Jahr darauf, der das Alltagsleben eines jungen Arbeiters schildert. Dann folgten zwei für die damalige Kinolandschaft ungewöhnliche Werke, I visionari („Goldener Leopard“ bei den Filmfestspielen von Locarno) und Equinozio. Mit der Ausnahme von Il caso Raoul 1974 kehrte Ponzi dann zu Fernseharbeiten (meist Reportagen und Dokumentationen) zurück, bis er 1982 eine stete Kinokarriere startete, in der er zunächst häufig mit Francesco Nuti witzige Formen der Alltagsbeobachtungen auf die Leinwand brachte, später aber auch ernste Themen behandelte. Im Jahr 2000 drehte Ponzi die Fernsehserie Il bello del donne. Seine Arbeiten werden als Balanceakt zwischen Handwerk und Kunst eingeordnet, die, oftmals von Kritikern unterschätzt, interessant und gelungen seien.

## Filmografie (Auswahl)
- 1968: I visionari
- 1982: Ich, Chiara und der Finstere (Io, Chiara e lo scuro)
- 1985: Aurora (Qualcosa di biondo)
- 1986: Cordelli gegen die Mafia (Il tenente dei carabinieri)
- 1987: Der schlaue Fuchs (Il volpone)
- 1990: Ich wollte Hosen (Volevo i pantaloni)
- 1991: Schwarzes Herz (Cuore nero)
- 2012: Ci vediamo a casa